# Паге
Пагѐ (на португалски: Pagué) е един от 7-те окръга на Сао Томе и Принсипи. Обхваща остров Принсипи и е единственият окръг на провинция Принсипи. Столицата на Паге е град Санто Антонио. Площта му е 142 квадратни километра, а населението – 8778 души (по изчисления за май 2020 г.). Окръга включва също няколко малки ненаселени островчета, разположени недалеч от остров Принсипи. Част от територията на Паге формира част от националния парк на Сао Томе и Принсипи Обо.
В Паге има много църкви и плажове, няколко училища и площада и малко пристанище. По-голямата част от окръга е недоразвита и изостанала икономически. Почти всички пътища са без настилка.
Изменение на населението на окръга
- 1940 3124 (5,2% от цялото население)
- 1950 4402 (7,3% от цялото население)
- 1960 4544 (7,1% от цялото население)
- 1970 4593 (6,2% от цялото население)
- 1981 5255 (5,4% от цялото население)
- 1991 5471 (4,7% от цялото население)
- 2001 5966 (4,3% от цялото население)